# Ladislava Kleňhová-Besserová
Ladislava Kleňhová-Besserová (27. června 1912 Benešov – 21. července 1997 Ledeč nad Sázavou) byla česká a československá politička Komunistické strany Československa, poúnorová poslankyně Národního shromáždění ČSR a ČSSR a poslankyně Sněmovny lidu Federálního shromáždění na počátku normalizace.

## Biografie
Vychodila střední školu. Už v meziválečné době byla politicky aktivní. Působila jako funkcionářka československého Komsomolu. V letech 1927–1934 byla členkou krajského výboru KSČ v Praze. Členkou KSČ se stala roku 1930. V období let 1932–1934 navštěvovala Leninskou stranickou školu v Moskvě. Po návratu působila v letech 1934–1937 jako krajská tajemnice strany v Praze, Hradci Králové a Olomouci. V letech 1937–1938 byla členkou Ústředního výboru Komunistické strany Československa.
V politickém životě působila i po druhé světové válce. Zastávala četné stranické posty. VIII. sjezd KSČ ji zvolil členkou Ústředního výboru Komunistické strany Československa. IX. sjezd KSČ, X. sjezd KSČ, XI. sjezd KSČ, XII. sjezd KSČ a XIII. sjezd KSČ ji ve funkci potvrdil. Od dubna 1965 do června 1966 byla navíc členkou sekretariátu ÚV KSČ.
Ve volbách roku 1948 byla zvolena do Národního shromáždění za KSČ ve volebním kraji Praha. Mandát znovu získala ve volbách v roce 1954 (volební obvod Praha-město), ve volbách v roce 1960 (nyní již jako poslankyně Národního shromáždění ČSSR za Středočeský kraj) a ve volbách v roce 1964. V Národním shromáždění zasedala až do konce jeho funkčního období v roce 1968.
K roku 1954 i 1964 se uvádí jako tajemnice Ústředního výboru Národní fronty. V roce 1964 navíc i jako členka ÚV KSČ. K roku 1968 se uvádí coby důchodkyně z obvodu Modřany.
Po federalizaci Československa usedla do Sněmovny lidu Federálního shromáždění (volební obvod Modřany). V parlamentu setrvala do konce volebního období, tedy do voleb roku 1971.